# Arola (commune italienne)
Pour les articles homonymes, voir Arola.
Arola est une commune italienne de la province du Verbano-Cusio-Ossola, dans la région du Piémont en Italie.

## Géographie
Au sommet de la vallée, juste au-dessus du village, se trouve le Passo della Colma (it), qui relie le lac d'Orta à la Valsesia. L'ancienne route de la Colma est maintenant une route panoramique commode ouverte en 1968 et qui, descendant dans la municipalité de Civiasco, rejoint Varallo Sesia.

## Histoire
Depuis le Moyen Âge, l'importance d'Arola a été précisément marquée par cette voie de communication, cruciale pour l'économie de l'ensemble du bassin du lac d'Orta. On ne peut séparer l’histoire du village de celle de toute la Riviera intérieure don, en 1062, d’Otto II à l’évêque de Novare. C'est ainsi que la ville fut soumise au pouvoir temporel de l'évêque jusqu'en 1767. Il s'y trouvait l'un des trois postes de douane épiscopaux.

## Lieux et monuments
Le bâtiment principal d'Arola est l'église paroissiale San Bartolomeo. Construite au XVIIe siècle, l’église a fait l’objet de travaux de rénovation et d’agrandissement substantiels entre le XVIIIe et le  XIXe siècle. Son clocher est daté de 1622. 
Les deux autres lieux de culte de l'époque baroque sont l'église paroissiale Sant'Antonio Abate et celle de l'Annonciation. Cette dernière est un sanctuaire de petite taille, remarquable par le léger pronaos, érigé à une courte distance de la ville, où se trouvait auparavant une ancienne chapelle datant du XVe siècle. Enfin, dans le hameau de Pianezza, se trouve l'oratoire San Giovanni Battista.

## Économie
L’économie locale repose principalement sur l’agriculture: élevage et sylviculture. Cette dernière, aujourd'hui fortement réduite, a constitué par le passé une source de richesse remarquable pour le pays, notamment pour la production de charbon de bois.

## Hameaux
Pianezza

## Communes limitrophes
Cesara, Civiasco, Madonna del Sasso